# Ippogallo

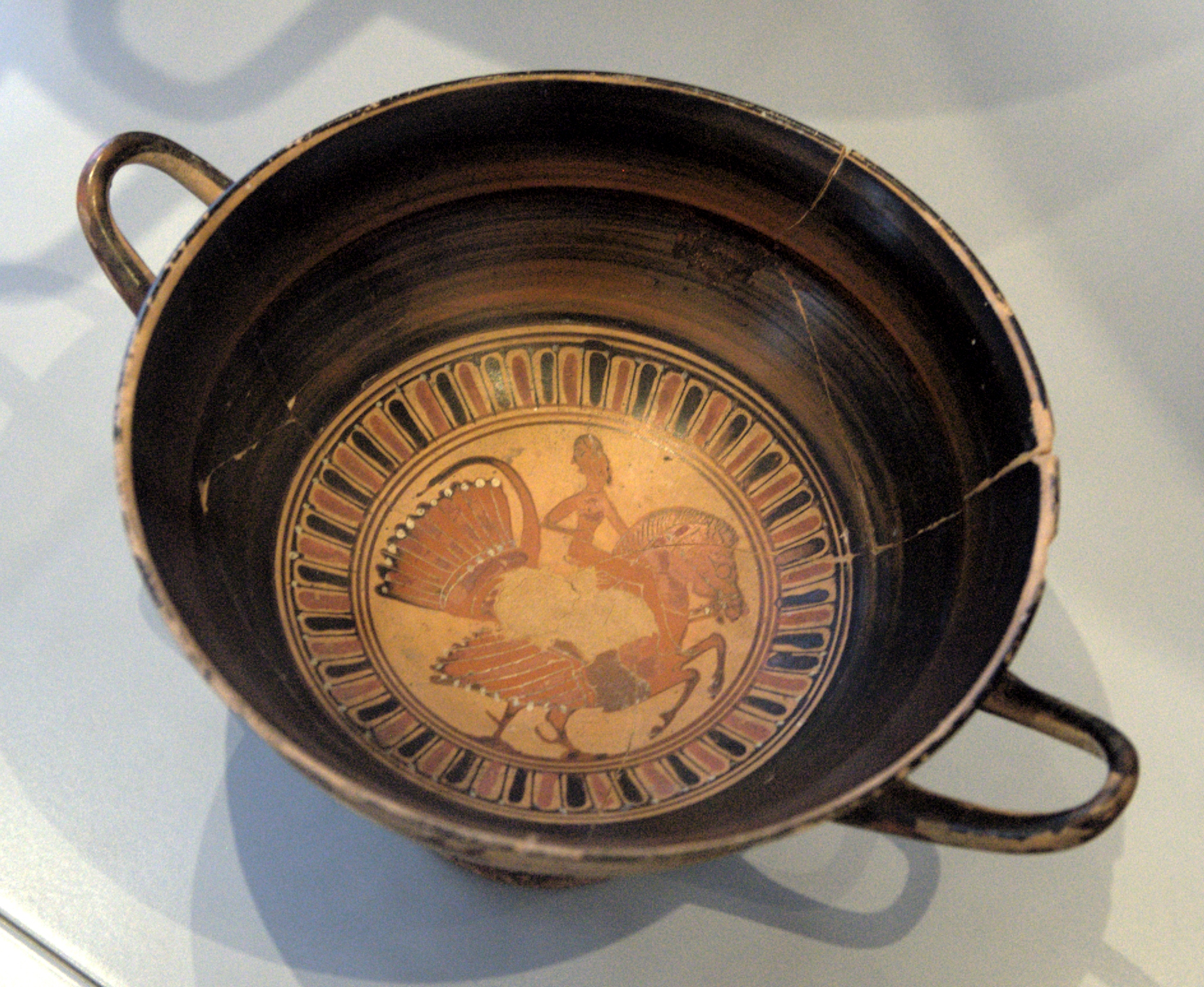
Giovane cavalca un ippogallo, kylix attica a figure nere, metà del VI secolo a.C., Altes Museum (Berlino)

L'ippogallo è una creatura ibrida fantastica della mitologia greca, metà cavallo e metà gallo.
Sebbene la più antica rappresentazione oggi conosciuta risalga al IX secolo a.C., il motivo diventa comune nel VI secolo a.C., in particolare nella pittura vascolare e, talvolta, nella scultura, generalmente in associazione con un giovane cavaliere. Viene citato in alcune opere letterarie del V secolo a.C., senza che i miti ad esso collegati siano ancora noti.

## Etimologia

Immagine di ippogallo

Il termine ippogallo è la traduzione italiana della parola greca ἱππαλεκτρυών (hippalectryon, anche trascritto hippalektryon), termine composto da ἵππος (ippos, cavallo) e ἀλεκτρυών (alektryon, "gallo").

## Descrizione
L'aspetto descritto da Aristofane ne Gli uccelli è coerente con le rappresentazioni artistiche note: una parte anteriore di cavallo, compresa la testa, il garrese e gli arti anteriori, mentre la parte posteriore è quella di un gallo.
Un testo attribuito a Esichio di Alessandria cita tre diversi tipi di ippogalli: un gigantesco gallo, un avvoltoio gigante, e una creatura simile al grifone, dipinto su tessuti provenienti dalla Persia.

## Ceramica e scultura

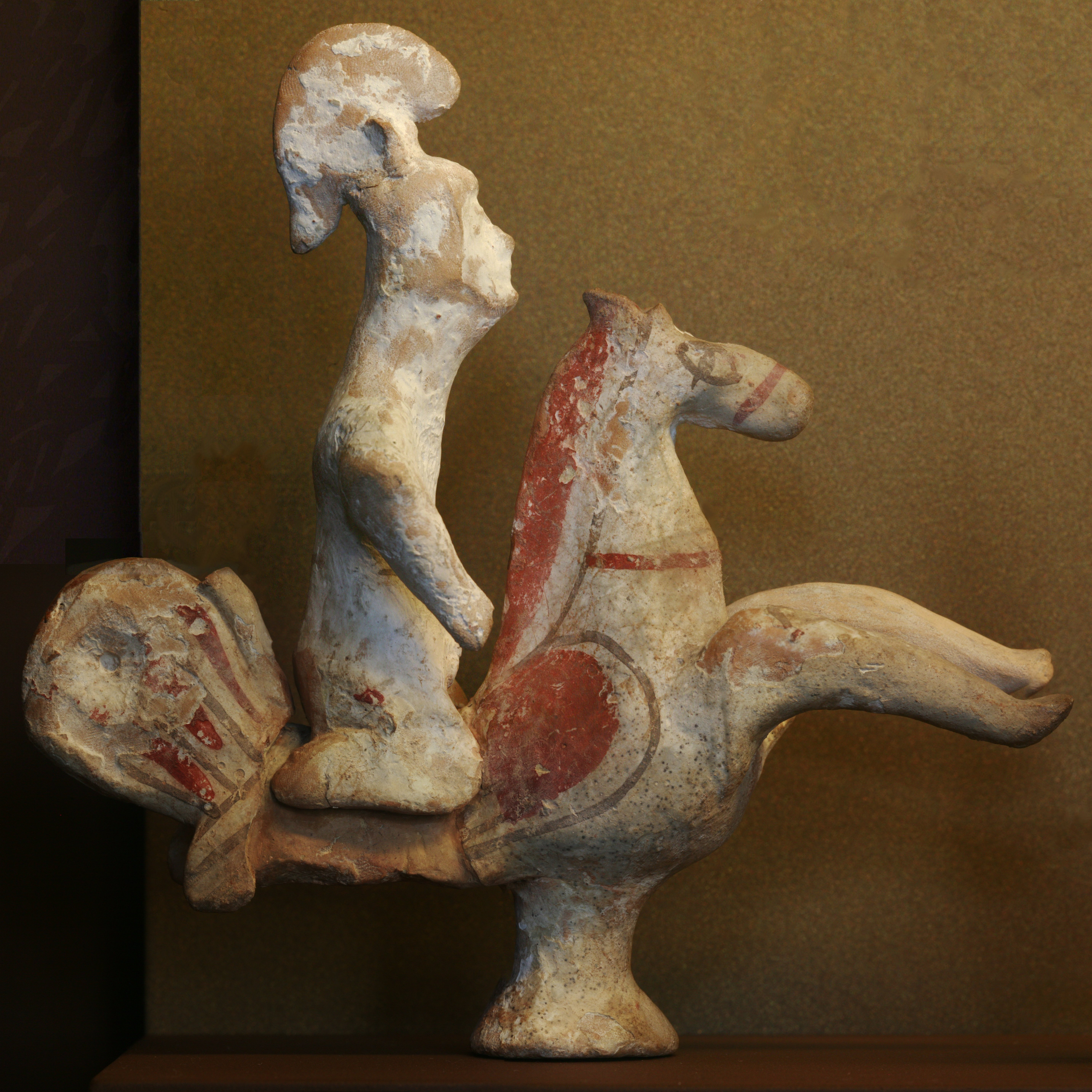
Statuetta in terracotta da Tebe

La più antica rappresentazione conosciuta di un ippogallo è su un askos proveniente da Cnosso e risalente al IX secolo a.C., ma è solamente nella seconda parte del VI secolo a.C. che gli ippogalli diventano un tema comune e sono generalmente raffigurati con un giovane cavaliere a fianco.
Il motivo potrebbe non essere un'invenzione greca: l'analisi delle opere di Aristofane suggerisce che potrebbe aver avuto origine in Medio Oriente, ipotesi avvalorata dai costumi indossati dai soggetti presenti sui vasi ceramici che sembrano essere asiatici; tuttavia non sono note raffigurazioni antiche di ippogalli nell'Egitto antico o nel Medio Oriente, benché anche gli ibridi (tema popolare e comune nella scultura greca arcaica e nella pittura vascolare) sembrino avere un'origine orientale.
Gli ippogalli sono raffigurati quasi esclusivamente su vasi a figure nere provenienti dall'Attica, e potrebbero costituire una rappresentazione alternativa di Pegaso. Raffigurazioni di ippogalli sono state trovate anche su pietre incise del tardo periodo egiziano e, benché differiscano dalle rappresentazioni attiche e ioniche, presentano testa di cavallo e zampe e coda di gallo.

## Numismatica
Cinque monete con raffigurazioni di ippogallo sono state trovate nel 1868 nel tesoro di Volterra, tra i 65 pezzi antichi.

## Simbolismo
Secondo Le rane di Aristofane gli ippogalli erano spesso dipinti sugli scudi e in effetti su un vaso a figure rosse è raffigurata Atena con uno scudo recante tale creatura. In questo ambito l'ibrido sarebbe un simbolo apotropaico. Nella stessa commedia Aristofane afferma che il motivo era dipinto sulle galee, indicando che avrebbe potuto possedere poteri magici per proteggere le navi.
Il gallo è un simbolo di energia solare, che sbaraglia i demoni delle tenebre con il suo canto al sorgere del sole, mentre il cavallo, alato in particolare, è un simbolo funebre psicopompo, guida delle anime dei defunti.